# 罗竹风
罗竹风（1911年11月25日—1996年11月4日），原名罗振寰，笔名骆漠，男，山东平度人，中华人民共和国政治人物、出版家，以领导1950年代上海的整肃宗教运动和编纂大型辞书而知名。

## 生平

### 红色知识分子
1911年11月25日，罗竹风出生于中国山东省平度市蟠桃镇七里河子村，父亲罗惠忱系小学教员，母亲罗玉兰是一位虔诚的基督徒，在罗竹风年幼时瘫痪。罗竹风在家乡小学毕业后，考入平度城里的知务中学（今平度一中），1929年前往北平，就读于大同中学，以后考入北京大学，主修中文，同时也学习哲学系的一些课程。1931年九一八后加入中国共产党，后党小组成员失散。
1931年12月4日，基督教布道家宋尚节来到山东平度，为瘫痪18年的罗玉兰按手抹油祷告后，罗玉兰起立行走，此事对于1930年代的山东复兴产生了很大影响，罗惠忱也因而辞职传教。
1935年罗竹风大学毕业后，回到山东省，在青州中学担任语文教员。
1937年，抗日战争爆发，罗竹风放弃教师职业，同乔天华一起，组建了一支抗日游击队，开辟大泽山抗日根据地。1938年，又加入中国共产党。1940年秋，罗竹风的游击队控制了平度东北部的不少乡镇后，成立了平度县抗日民主政府，罗竹风担任第一任县长。
1941年冬，罗竹风被保卫部门以托派嫌疑逮捕，关押2年之久，处于死亡边缘，经常被头蒙黑布，跟随部队转移。
1949年6月2日，解放军进入青岛，罗竹风担任山东大学的首席军代表、教务长。

### 50年代的宗教处长
1951年春，罗竹风调往上海，担任华东抗美援朝总分会秘书长、华东军政委员会宗教事务处处长，1954年，华东大区机构撤销，又改任上海市宗教事务处处长。在任期间，罗竹风负责在上海这个中国基督教、天主教的中心推动“三自爱国运动”。1955年7月，肃反运动开始。7月11日，三自委員會的官方刊物《天风》周刊发表社论《加强团结，明辨是非》，称反对三自运动的北京史家胡同基督徒会堂负责人王明道是“中国人民的罪人，教会的罪人，历史的罪人”，不久北京市公安局宣布破获了王明道反革命集团案。后来，三自负责人透露这篇社论出自上海市宗教事务处处长罗竹风之手。在1955年9月8日和1956年1月29日，上海市公安局接连将反对三自运动的天主教和地方教会人士作为龚品梅反革命集团案和倪柝声反革命集团案进行大规模镇压，教会领袖被逮捕，并进行控诉斗争。1956年1月29日当天自下午起，上海市宗教事务处将全国三自全体常委召集在文化俱乐部召开座谈会，直到午夜，宗教事务处处长罗竹风宣布汪佩真、李渊如、张愚之、蓝志一已经被捕，于是全体三自常委热烈鼓掌，表示感谢政府为基督教界除害。当时，党内对宗教的看法分为南北两派，南派的前台是罗竹风，主张团结使用；北派的前台是任继愈，认为有害无益。南派的后台是周恩来，北派的后台是毛泽东。

### 辞书编纂
1956年，罗竹风奉命筹建上海哲学社会科学学会联合会、中国科学院上海历史研究所和经济研究所，周恩来并授意他负责研究所谓“帝国主义利用基督教侵华史”课题。1957年，罗竹风出任上海市出版局局长。1958年，长期担任《辞海》常务副主编。1961年，出版了内部发行的《辞海（试行本）》（共十六分册）；1963年，完成了《辞海（试排本）》（共六十分册）编纂工作；于1965年出版了《辞海（未定稿）》。
1962年，罗竹风因发表一篇题为《杂家》的短文，受到批判，1963年，柯庆施、张春桥在上海市思想工作会议上，对罗竹风进行了专场批判。1966年，“文化大革命”开始，罗竹风作为上海出版系统头号“走资派”、“反动学术权威”，成为重点批斗对象，隔离审查，又被多次抄家，患了面瘫，唯一的儿子得了精神分裂症。1970年，罗竹风被赶到奉贤县“五七”干校，进行艰苦的劳动改造。
1978年平反后，1979年8月，罗竹风出任《汉语大词典》主编，到1994年初《汉语大词典》（共十三卷）悉数出齐。1980年，罗竹风又出任《中国大百科全书》总编委兼宗教卷主编。1981年始任《中国人名大词典》主编。
除了从事辞书编纂工作以外，罗竹风保持了对宗教学研究的爱好。1979年，他当选中国宗教学会副会长。1987年，主编出版《中国社会主义时期的宗教问题》。1990年、1992年，又主编了《宗教通史简编》、《宗教经籍选编》。
1993年9月，罗竹风患癌症，住进上海华东医院。1996年10月6日，罗竹风突发中风，到11月4日，又并发吸入性肺炎，在上海逝世。